# Confisca amministrativa
La confisca amministrativa, nel diritto amministrativo italiano, designa:
- un provvedimento ablatorio a carattere sanzionatorio disposto in conseguenza della commissione di un illecito amministrativo;
- una misura di prevenzione di natura patrimoniale.

## Sanzione amministrativa
La confisca inflitta come sanzione amministrativa è contemplata dalla legge 689/1981 e dalle singole discipline di settore; è preceduta dal sequestro amministrativo.
Può trattarsi di sanzione amministrativa accessoria: così, in presenza di violazioni gravi o reiterate in materia di tutela del lavoro, di igiene sui luoghi di lavoro e di prevenzione degli infortuni sul lavoro, è sempre disposta la confisca amministrativa delle cose che servirono o furono destinate a commettere la violazione e delle cose che ne sono il prodotto, anche se non venga emessa l'ordinanza-ingiunzione di pagamento (sanzione amministrativa principale). Si configura come accessoria anche la confisca dell'immobile realizzato abusivamente (confisca c.d. urbanistica, prevista in caso di lottizzazione abusiva ai sensi dell'art. 44 del d.p.r. 380/2001).
Altre ipotesi sono previste in caso di alcune violazioni del codice della strada.

## Misura di prevenzione
Quando la confisca è inflitta come misura di prevenzione, si applica la procedura, di natura latamente giurisdizionale, dettata dall'art. 18 del codice antimafia: del resto, il sequestro e la confisca di prevenzione sono stati introdotti nel 1982 (l. 646) con la legge Rognoni-La Torre, per contrastare in maniera più efficace le organizzazioni di stampo mafioso, e sono state estese dai cc.dd. pacchetti sicurezza del 2008 e del 2009 per tutti i soggetti caratterizzati da pericolosità sociale.